# 石龙站 (东莞市)
石龍站位於中国广东省东莞市石龍鎮，为广深铁路的客货运三等站，目前由广州铁路（集团）公司（简稱广铁）廣深鐵路股份有限公司管辖，共擁有四個側式月台。在東莞站（新石龍站）未啟用前，来往广州和深圳的广深城际列车「和谐号」动车组的大部分班次均会停靠石龙站，每日办理旅客列车到发170列，但石龙站没有任何始发车次。石龙火车站自2014年1月7日末班车D7064开车后停止办理客运业务，全部列車改為停靠东莞站。

## 歷史

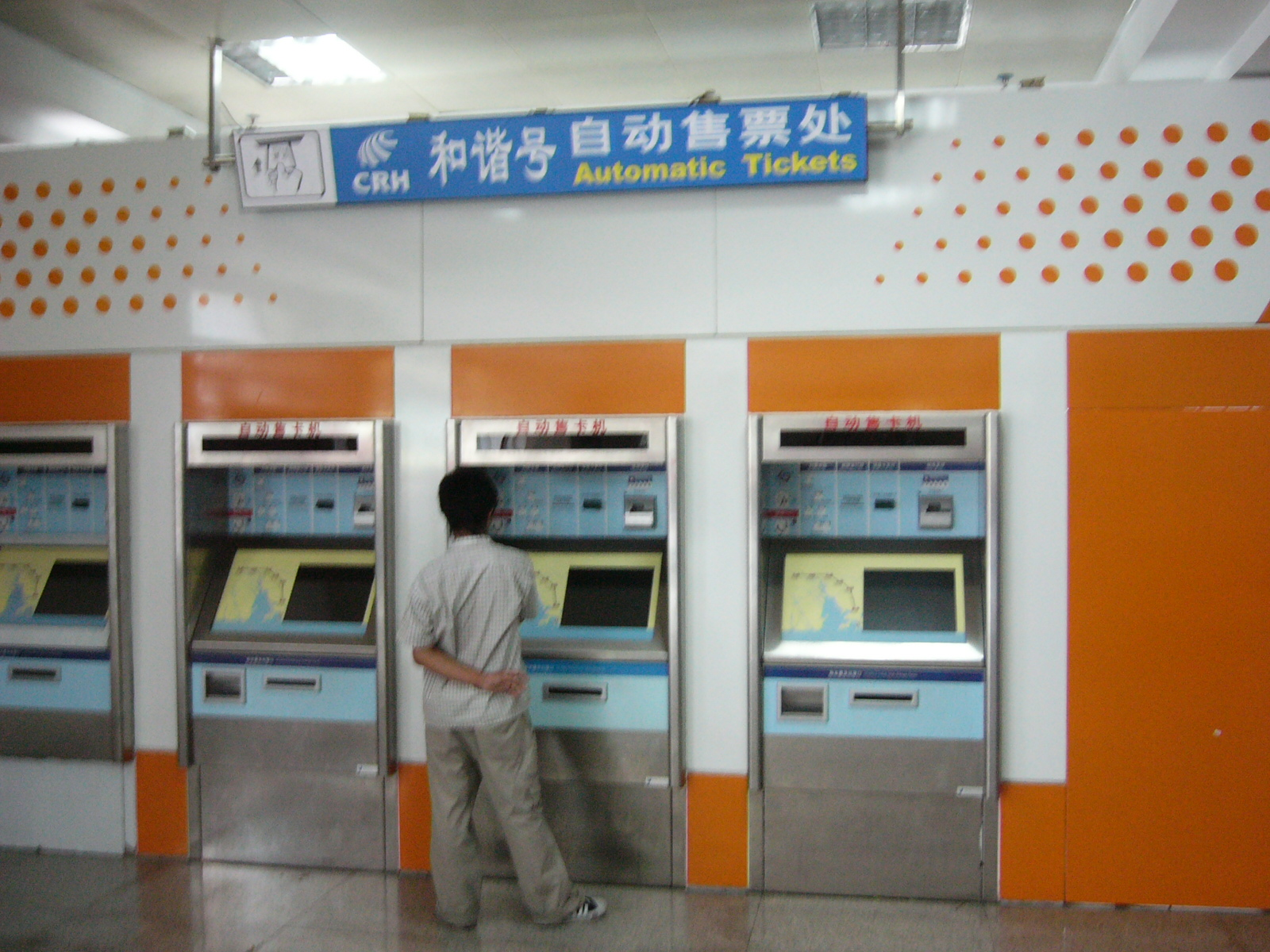
石龍站和諧號自动售票机

石龍站是东莞境内歷史悠久的火车站之一，清宣统三年（1911年），石龙站随广九铁路（华段）建成通车而启用，開通時曾称为石龙中心站。自1911年10月15日港穗直通車開通後，石龍站成为当时直通車其中一個固定停靠的車站之一，而且停車時間是各站之中最長的，原因是為蒸汽機車加水。1949年10月14日，解放軍進入廣州後，广九直通車服務中斷，而原广九铁路华段也改称作廣深鐵路。雖然直通車服務於1979年4月4日恢復，但直通車已經不再在石龍站停車。
1925年蒋介石挥师东征讨伐军阀陈炯明时，周恩来等人所率领的东征军总指挥部就设在石龙火车站内的车厢，至今车站入口处仍然矗立着孙中山视察石龙火车站的雕塑。
石龙站先后于1984年、2001年和2006年三次扩建，为一站两场布局。
2014年1月8日凌晨，石龍火車站正式停止客運服務，其原有的客運服務遷移至新的東莞火車站。1月7日晚22时20分，车站设备开始陆续被搬离：由于安检设备已被转移，车站对乘客行李进行开箱检查。最后一班由深圳开往广州东的D7064次列车停靠石龙站的列车于晚上11点21分进站。列车离开后，站台灯光于晚上11点45分被熄灭。1月8日凌晨0时整，石龙站正式停办客运业务，车站职工在出站口燃放鞭炮以纪念这一时刻。

## 車站結構

### Ⅰ场
Ⅰ场原为紅海站，位于东江北干流石龙北桥以北、北靠紧水河，主要办理货运业务。车站货场位于增城市石滩镇三江区莞增公路旁，设有4条货物线，另设有通往广州工务大修段红海焊轨基地、招商局东莞中外运物流石龙港区及石龙木材厂的专用线。2017年车站在站场东侧建设石龙铁路国际物流中心。货场位于东莞市石龙镇、惠州博罗县石湾镇与广州增城区石滩镇三地交界处，办理集装箱货运业务，2019年完工。石龙货场是多班行邮特快专列的始发站。

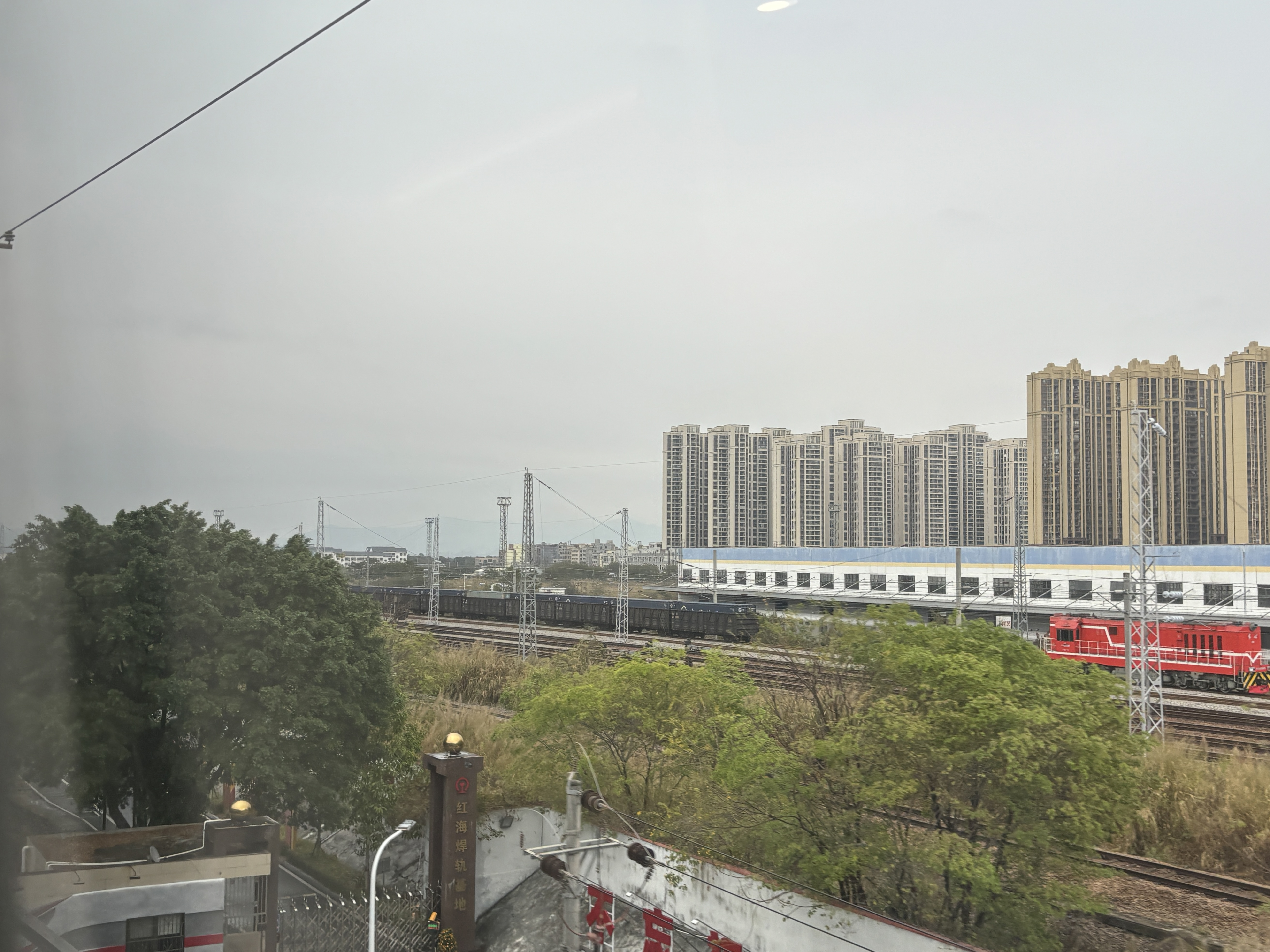
Ⅰ场和广州工务大修段红海焊轨基地
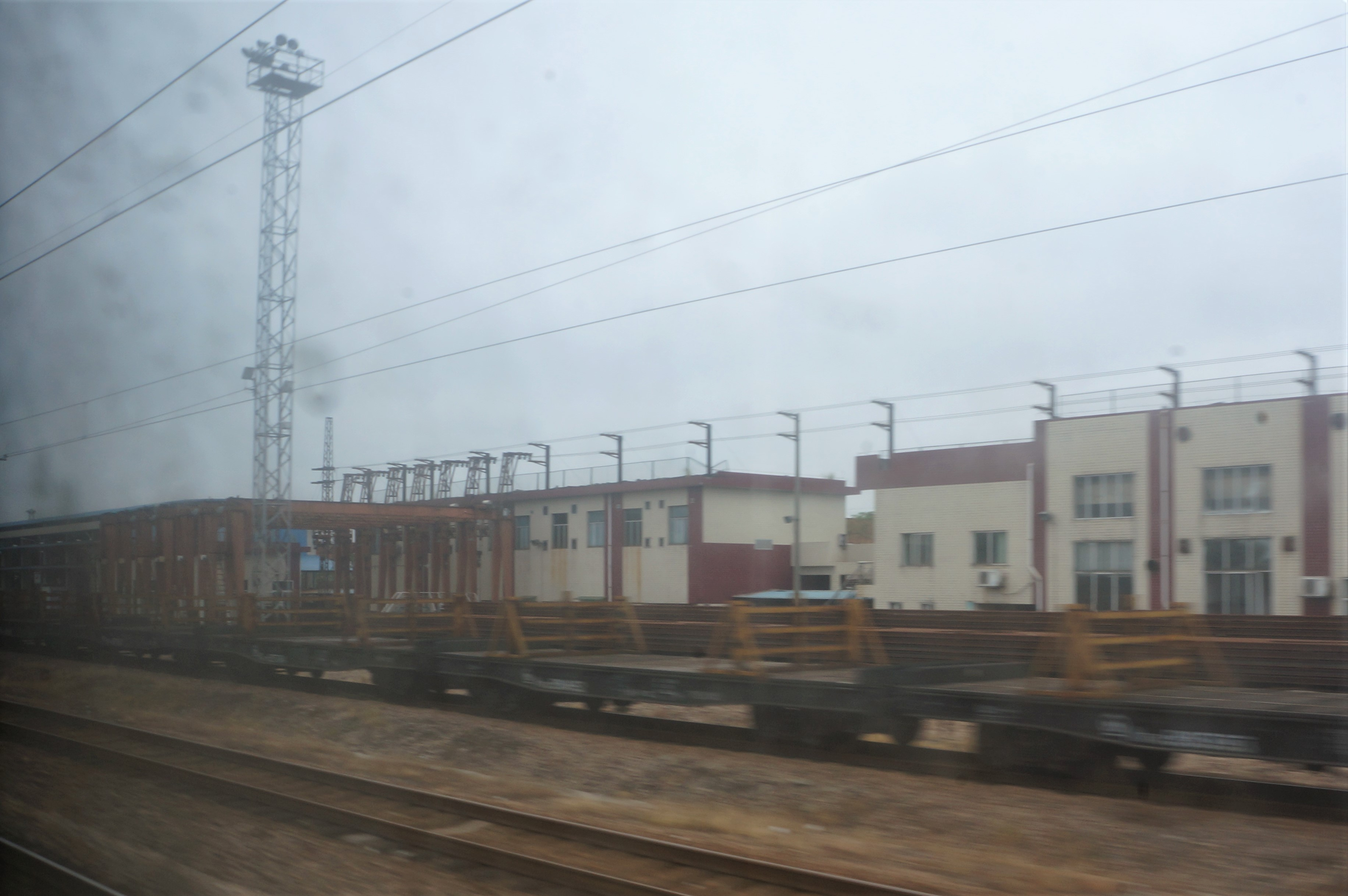
Ⅰ场的焊轨基地
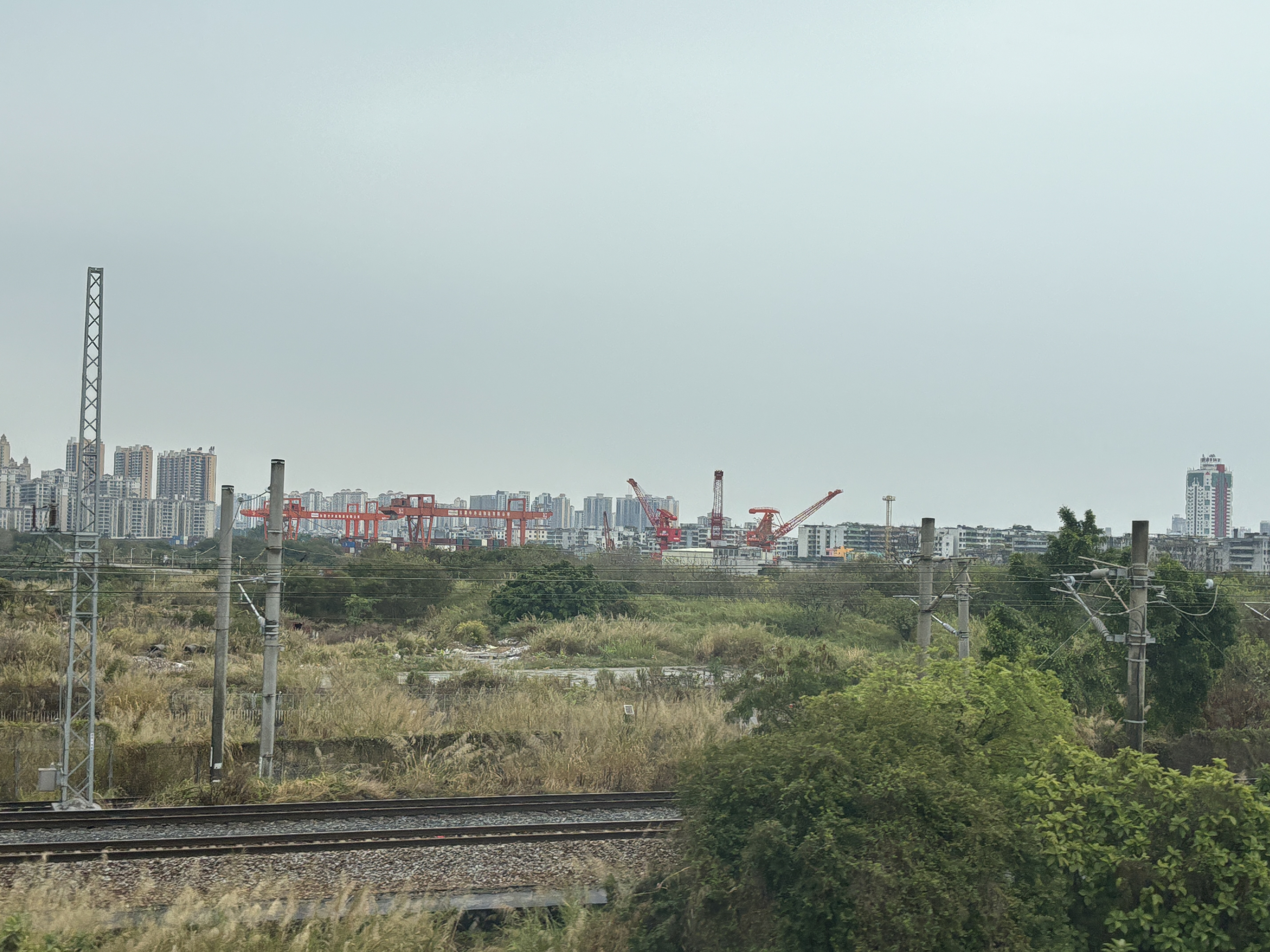
石龙港区货场

### Ⅱ场
Ⅱ场位于石龙北桥南侧、Ⅰ场下行方向。
第一层月台为普速三四线使用，同时设有2条到发线。四線均已鋪設高架電纜，其路基比地面高一層。月台原為露天，現已加設簷篷。主要給予長途客車及貨運列車使用，但由于目前已经没有广深普速线的旅客列车停靠石龙站，一、二站台一直闲置，只会有少数货物列车停靠以避让旅客列车。
第二层月台为高速列车站场，广深铁路一线及二线（高速线）在此通过。设有三站台和四站台两个側式月台，位于地面高二至三層的高架橋上。第二层只有双线（2条正线，不设到发线），相向运行的列車可以同時進站。月台設有屋簷和防止乘客墮軌的月台幕門（原為電動金屬欄柵、屬全中國首個設有幕門的火車站），給予广深城际列车停靠或通過。
石龍站城际車站大樓為三層高中國式建築物，地面的一層設有售票處（已設有自动售票机）、候車間、商店和自動檢票機。候車間後有行人通道通往與車站大樓有一段距離的各個月台。車站大樓設有往石龍、石碣兩個出口。
石龙站现时已不办理客运业务，Ⅱ场站台亦闲置。根据规划，Ⅱ场未来将关闭，三四线信号设备将按关闭改造，一二线仅保留信号中继设备。

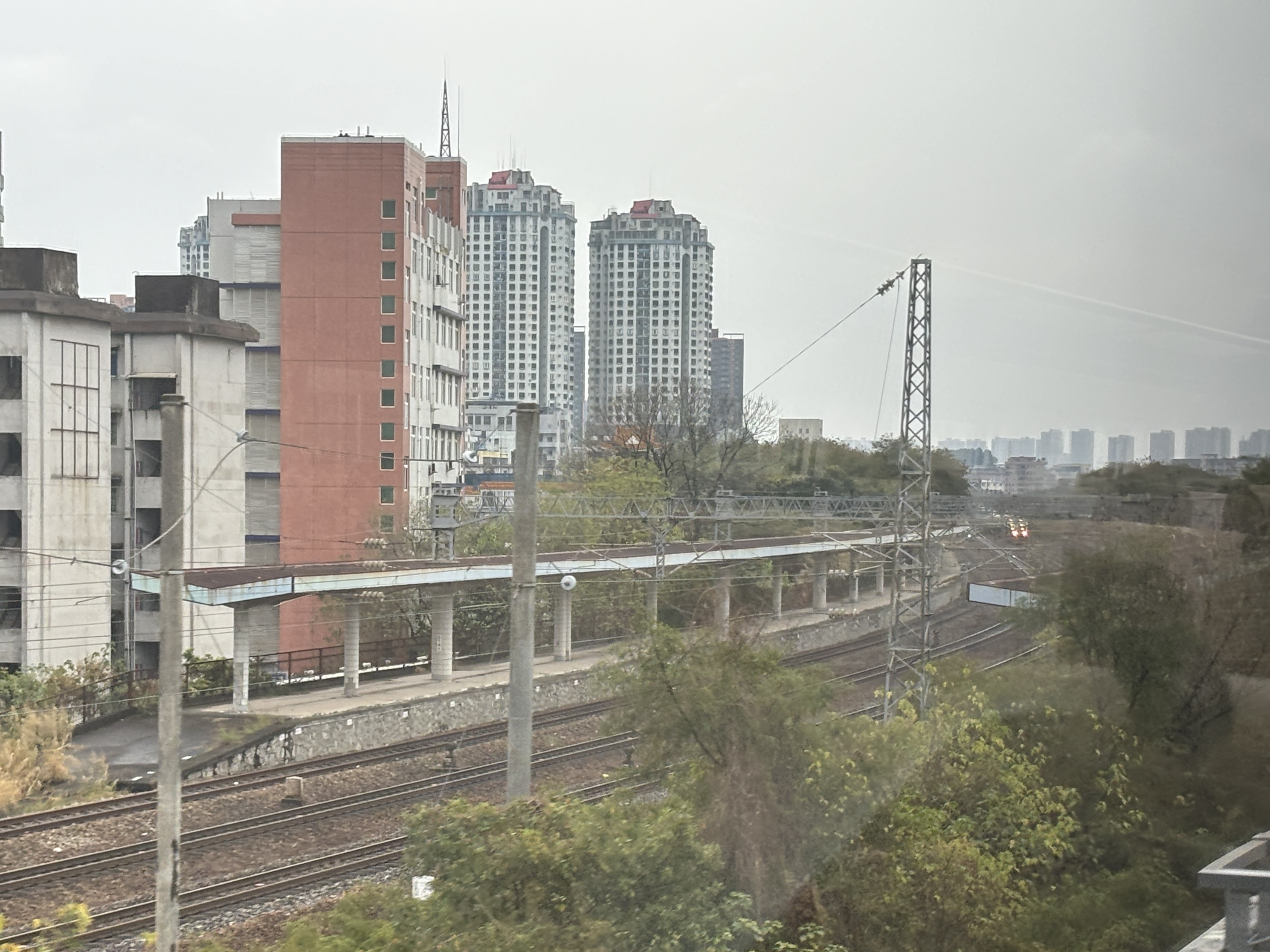
第一层地面站台
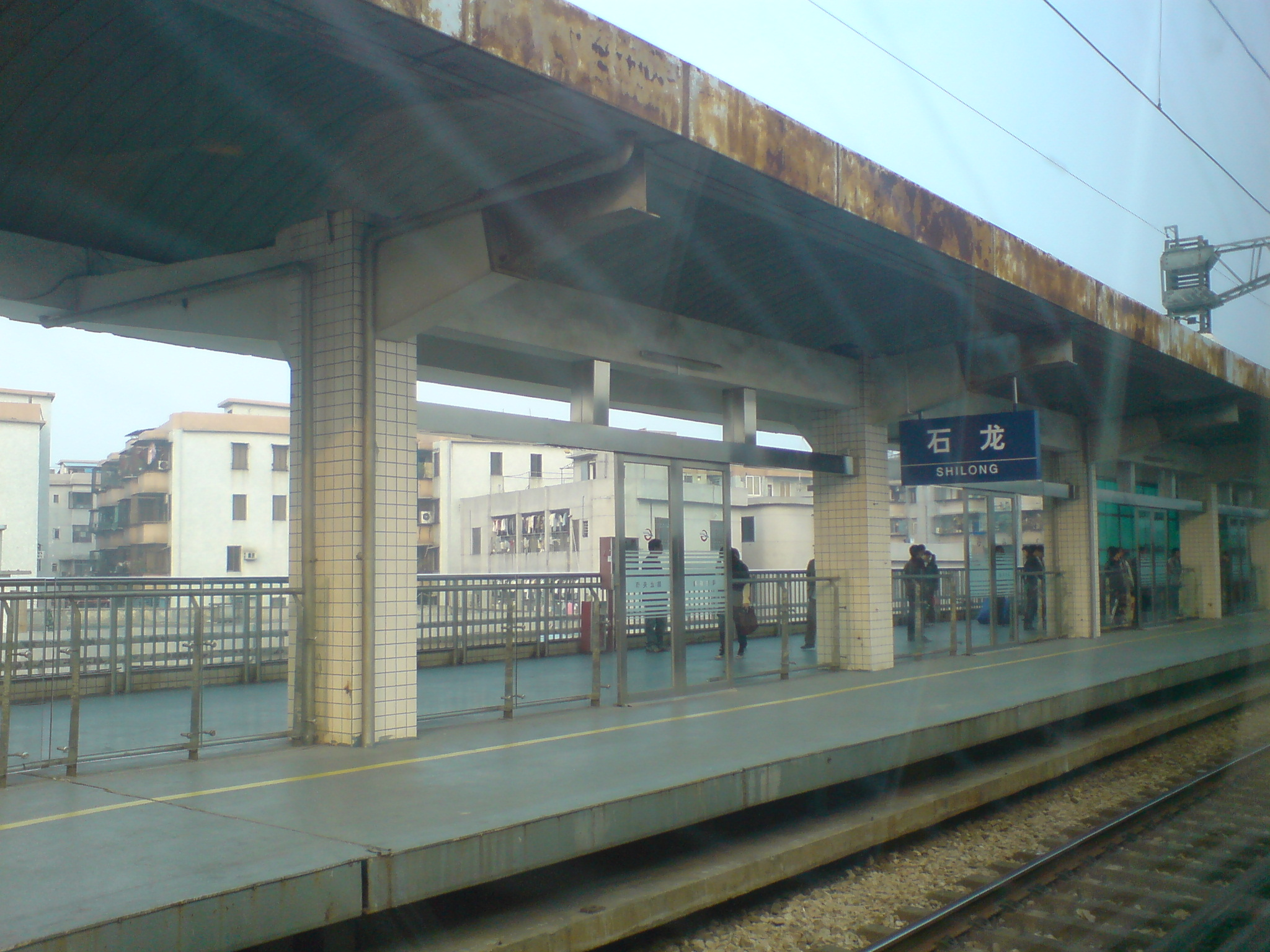
第二層高架站台